# Felwine Sarr
Pour les articles homonymes, voir Sarr.
Felwine Sarr, né le 11 septembre 1972 à Niodior dans le Sine Saloum, est un universitaire sénégalais et écrivain. Il est professeur à l’université Duke (Caroline du Nord), après avoir enseigné à l’université Gaston-Berger de Saint-Louis au Sénégal, où il est professeur titulaire des universités et agrégé en économie. Ses travaux académiques portent sur l’économie, l’écologie des savoirs, la philosophie contemporaine africaine, les politiques économiques, l’épistémologie, l’anthropologie économique et l’histoire des idées religieuses.

## Biographie

### Famille et formation
Felwine Sarr est le fils d'une mère sérère et d'un père militaire qui participe à l'opération Fodé Kaba I en Gambie en 1980. Il grandit à Strasbourg, Kaolack, Tambacounda et Dakar. Après des études primaires et secondaires au Sénégal, il poursuit ses études supérieures à l'université d'Orléans, où il obtient un doctorat en économie en 2006.
Il est père d’un fils et d’une fille. Il est le frère d'Alibéta.

### Enseignements
Agrégé des universités et professeur titulaire du Conseil africain et malgache pour l'enseignement supérieur, il enseigne pendant 13 ans, de 2007 à 2020, à l’université Gaston-Berger (UGB) de Saint-Louis au Sénégal. Ses cours et travaux académiques portent sur les politiques économiques, l’économie du développement, l’économétrie, l’épistémologie et l’histoire des idées religieuses. En 2010, il est lauréat du prix Abdoulaye Fadiga pour la recherche économique. En 2011, il devient doyen de la faculté d’économie et de gestion de l’université Gaston Berger (UGB) de Saint-Louis et directeur de la nouvelle unité de formation et recherche des civilisations, religions, art et communication (CRAC) de l'UGB.
Il rejoint ensuite l'université Duke, aux États-Unis, pour y enseigner dès l'automne 2020 la philosophie africaine contemporaine et diasporique.

### Idéologie et opinions
Il participe à « Devoirs de résistance », qui dénonce le troisième mandat de l’ex-président Abdoulaye Wade.
De confession musulmane, il est décrit par Le Figaro Magazine comme « très proche des Indigènes de la République »,. Il a également contribué au site oumma.com.
Il est favorable à l'abandon du franc CFA.

### Distinctions
- Lauréat du prix Abdoulaye Fadiga pour la recherche économique, 2010[15]
- Grand prix de la recherche aux GPAL 2016[16].
- Prix Nicolás Guillén 2018, Outstanding Achievement in Philosophical Literature, pour Afrotopia
- Prix La-Renaissance-française 2022 de l’Académie des sciences d'outre-mer pour Les lieux qu’habitent mes rêves.

## Restitutions
En mars 2018, il se voit également confier par la présidence de la République française une mission d'étude, avec l'universitaire et historienne de l'art Bénédicte Savoy, de la question des restitutions, temporaires ou définitives, aux pays d'origine du patrimoine africain, rapporté dans des institutions culturelles françaises pendant la période de la colonisation.

Lors de la remise du rapport le 23 novembre 2018, Emmanuel Macron annonce la restitution prochaine de 26 œuvres au Bénin. Felwine Sarr estime que ce geste a une forte valeur symbolique pour de nouvelles relations entre la France et l’Afrique : 

« Ce que les sociétés africaines réclament, c’est un acte de considération. […] L'espace artistique est un espace symbolique. Un espace tectonique. Si cet espace se met en mouvement ça déborde sur les autres lieux de la relation. […] L'art est un levier pour le reste. »

Ce rapport et sa mise en œuvre partielle, par une loi promulguée fin 2020, valent à Felwine Sarr et Bénédicte Savoy d'être classés au troisième rang du classement annuel des personnes les plus influentes dans le monde de l'art international établi par ArtReview en 2020. Ils figurent également dans la liste des cent personnes les plus influentes dans le monde en 2021 selon le Time 100.
Est cependant reproché aux deux rédacteurs du rapport de ne pas être spécialistes de l'art africain ni de la colonisation et de n'avoir sollicité pour l'écrire que des « amis experts », selon leurs propres termes. Felwine Sarr reconnaît lui-même ne pas bien connaître le sujet. L'historien de l'art africain Bertrand Goy rappelle pour sa part que l'extrême majorité des œuvres arrivées en Europe ne sont pas issues de pillage mais de commerce (à une époque où personne n'imaginait qu'elles auraient un jour une forte valeur marchande), alors que de nombreux conservateurs de musée rappellent que les vols artistiques ont aussi été internes à l'Afrique, sans provoquer les mêmes débats entre musées du continent. Les très mauvaises conditions de conservation dans certains musées africains sont enfin pointées du doigt, tout comme le précédent du musée royal de l'Afrique centrale de Tervuren en Belgique, qui avait restitué 114 œuvres au Congo dans les années 1970-1980, dont il ne reste que 21 exemplaires en 2018, la plupart ayant été depuis volées ou revendues dans l'illégalité.
Dans la continuité des observations qu'il dresse sur une éventuelle restitution des œuvres acquises durant la période coloniale, Felwine Sarr affirme en février 2019 qu'il existe en France un lobby anti-restitution.
D'autres, comme Étienne Dumont, estiment que « les Savoy-Sarr avaient pour eux un puissant lobby, fait de journalistes simplificateurs, d’universitaires bien-pensants et de jeunes utopistes » et qu'« au nom de leur conception de la justice, Bénédicte et Felwyne ont piétiné ce que je me permettrai d’appeler l’éthique. Ils préféraient les grandes idées et les grands mots. »

## Édition
Avec les écrivains sénégalais Boubacar Boris Diop et Nafissatou Dia Diouf, il est le cofondateur de la maison d'édition Jimsaan et le repreneur, en juillet 2013, de la librairie Athéna à Dakar. La librairie Athéna fait faillite (avant 2020).
Felwine Sarr est aussi l’éditeur de la revue Journal of African Transformation (Codesria-UNECA).

## Publications
- Dahij, Paris, Gallimard, 2009, 133 p., 22 cm (ISBN 978-2-07-012267-7)
- Avec Alain Sancerni, Cheikh Hamidou Kane et Léonora Miano, Afrique, en toutes indépendances, Paris, Riveneuve (Revue des littératures de langue française, Numéro 11, Printemps 2010), 2010, 229 p., 21 cm (ISBN 978-2360-130-122)
- 105, rue Carnot, Montréal, Mémoire d'encrier, 2011, 78 p., 22 cm (ISBN 978-2-923713-57-1) ; rééd. 2024  (ISBN 978-2-89712-987-3)
- Méditations africaines  (préf. Souleymane Bachir Diagne), Montréal/Paris, Mémoire d'encrier, 2012, 129 p. (ISBN 978-2-923713-73-1) ; rééd. 2020  (ISBN 978-2-89712-703-9)
- Afrotopia, Paris, Philippe Rey, 2016, 154 p., 22 cm (ISBN 978-2-84876-502-0) Grand prix de la recherche édition 2016 des Grands prix des associations littéraires[28]
- Ishindenshin : de mon âme à ton âme, Montréal, Mémoire d'encrier, 2017, 66 p., 23 cm (ISBN 978-2-89712-516-5)
- Habiter le monde, Montréal, Mémoire d'encrier, 2017, 60 p., 17 cm (ISBN 978-2-89712-519-6)
- Avec Achille Mbembe (dir.), Écrire l’Afrique-Monde, Paris/Dakar, Philippe Rey/Jimsaan, 2017, 396 p., 22 cm (ISBN 978-2-84876-601-0) Réunit les actes des Ateliers de la pensée[29] de Dakar et de Saint-Louis.
- Avec Bénédicte Savoy (dir.), Restituer le patrimoine africain, Paris, Philippe Rey/Seuil, 2018, 188 p. (ISBN 978-2-84876-725-3)
- Avec Achille Mbembe (dir.), Politique des Temps, Paris/Dakar, Philippe Rey/Jimsaan, 2019, 400 p. (ISBN 978-2-84876-601-0)
- La Saveur des derniers mètres, Dakar/Paris, Jimsaan/Philippe Rey, 2021, 144 p., 22 cm (ISBN 978-2-84876-854-0)
- Avec Cheikh Tidiane Ndiaye et Christian Rietsch (dir.), La Microfinance contemporaine - IV : Les frontières de la microfinance, Mont-Saint-Aignan, Presses universitaires de Rouen et du Havre, 2021 (ISBN 979-10-240-1533-0)
- Traces - Discours aux Nations africaines, Paris, Actes Sud-Papiers, 2021  (ISBN 978-2-330-14793-8)
- Les Lieux qu'habitent mes rêves, Paris, Gallimard, coll. « L'Arpenteur », 2022, 176 p.[30]
- Avec Gaël Giraud, L'économie à venir, Paris, les liens qui libèrent, 2022, 207p.  (ISBN 979-10-209-1100-1)
- Le bouddhisme est né à Colobane, Paris/Dakar, Philippe Rey/Jimsaan, 2024, 112p.  (ISBN 978-2-38482-081-8)

## Musique
Musicien, leader d'un groupe de reggae Dolé, il a publié à ce jour trois albums : 
- Civilisation ou Barbarie (2000 avec Dolé)
- Les mots du Récit (2005 avec Dolé)
- Bassaï (2007 - solo)
- Naïssan (2022 - solo)

### Presse
- « En finir avec le musée “ethnographique” qui fabrique un discours sur “les autres” », propos de Felwine Sarr recueillis par Séverine Kodjo-Grandvaux, Le Monde, série « Pensées d'Afrique » (1/6), 12 août 2019